# Efecte de sala

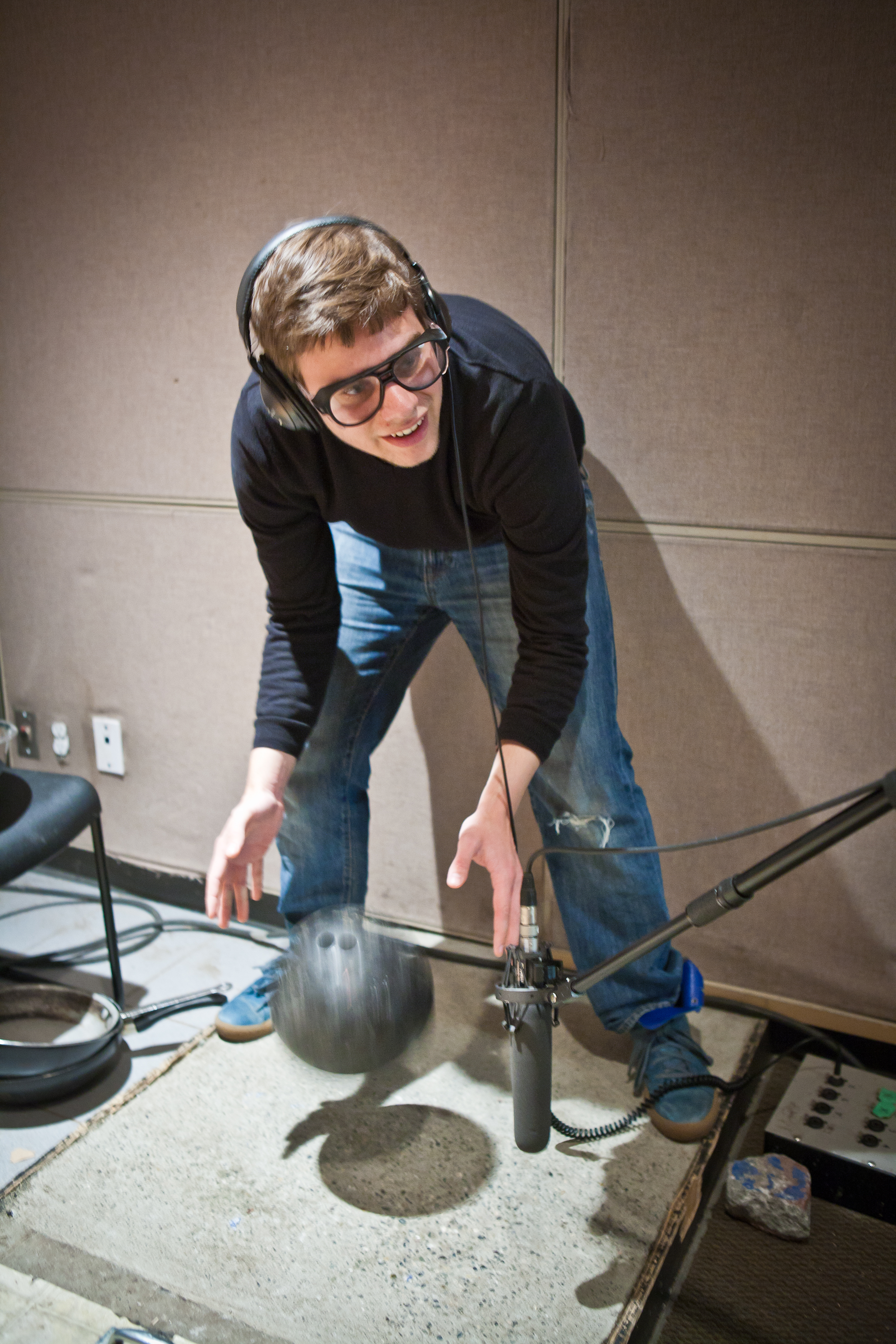
Treballant a l'estudi foley

Un efecte de sala o foley és una tècnica cinematogràfica que incorpora efectes de so quotidians que no són gravats en l'escena, sinó en la postproducció, per millorar la qualitat de l'àudio. Aquests sons reproduïts, batejats amb el nom de l'artista d'efectes sonors Jack Foley, poden ser qualsevol cosa, des del soroll de la roba i els passos fins a les portes que grinyolen i els vidres trencats. Els sons foley s'usen per a millorar l'experiència auditiva de la pel·lícula. Foley també es pot utilitzar per tapar sons no desitjats capturats al plató d'una pel·lícula durant el rodatge, com ara el soroll d'avions o del trànsit que passa.
Els llocs on té lloc el procés foley sovint es coneixen com a escenari foley o estudi foley. Els artistes de foley recreen els sons ambientals realistes que representa la pel·lícula. Els accessoris i els decorats d'una pel·lícula sovint no reaccionen acústicament de la mateixa manera que els seus homòlegs de la vida real, de manera que els cineastes requereixen els sons foley. Els bons professionals del foley integren el so en una pel·lícula de tal manera que passa desapercebut per al públic. Ajuden a crear una sensació de realitat dins d'una escena. Sense aquests sorolls de fons crucials, les pel·lícules se senten anormalment tranquil·les i incòmodes.

## Història
El terme foley va ser acotat per Jack Donovan Foley. Foley va ser un artista especialitzat en els efectes sonors en el cinema i pare d'aquesta tècnica. Va crear sons per a pel·lícules fins a la seva mort al 1967. I els seus mètodes bàsics encara són utilitzats avui en dia. Pel seu treball a Hollywood va rebre el premi Motion Picture Sound Editors per millor artista sonor.
El que ara s'anomena foley és una gamma d'efectes de so en directe desenvolupats originalment per transmissions en viu de ràdio drama en la dècada del 1920, en diversos estudis de ràdio de tot el món. Com que no existia cap mètode de gravació efectiu en aquells temps, tots els sons dels programes de ràdio havien de ser creats en viu al moment. Jack Donovan Foley, va començar a treballar amb els estudis Universal el 1914, durant l'època del cinema mut. Quan els estudis Warner van publicar la seva primera pel·lícula incloent-hi so, anomenada "The Jazz Singer", Universal va saber que necessitava posar-se a l'alçada i va demanar que qualsevol treballador que tingués experiència amb la ràdio que es presentés. A partir d'aquell moment, Foley va passar a formar part de l'equip que va convertir el musical "silenciós" d'Universal, Show Boat, en un musical sonor. A causa que els micròfons de l'època no podien enregistra més enllà del diàleg, altres sons van haver de ser afegits després que la pel·lícula fos rodada. Foley, juntament amb el seu equip, van projectar la pel·lícula en una pantalla mentre enregistraven en una sola pista d'àudio que capturava els seus efectes de so en directe. La coordinació i el temps havien de ser perfectes, de manera que els passos i els sons de les portes tancant-se havien de sincronitzar-se amb els moviments dels actors de la pel·lícula. Un dels exemples més coneguts i curiosos, és l'efecte de la càrrega d'una escopeta al més estil western, creada amb un full enrotllat que es plega de cop.
Actualment, però, els sons no han de ser gravats al moment i en una sola pista d'àudio. Poden ser enregistrats separadament en pistes individuals i curosament sincronitzats amb la seva contrapart visual.

## Usos
L'efecte foley s'usa per a afegir sons reals que formin part de l'escena i que no siguin diferenciats per l'audiència. Els artistes de foley tenen l'objectiu de fer creure al públic que aquells efectes sonors són reals. Aquests efectes són necessaris, ja que, regularment, el so original capturat durant la gravació pot ser obstruït per soroll extern o no són suficientment convincents amb relació a l'acció i els efectes visuals. Per exemple, en una pel·lícula d'acció, les escenes de cops de puny solen estar preparades amb antelació, tot i així, se li afegeix el soroll del cop de puny a la postproducció perquè quedi més real i l'acció tingui més intensitat.
Els artistes miren la pel·lícula per fer una preparació dels efectes sonors que necessiten. Una vegada recopilen tot el material, practiquen els sons. Quan ja han arribat al resultats desitjat, miren la pel·lícula de nou i afegeixen els efectes sonors al mateix temps. Aquesta és una tècnica semblant a quan els actors tornen a gravar el diàleg i sincronitzen la seva veu a l'escena.
També és necessària la tècnica foley quan es fan doblatges a les pel·lícules. El foley ajuda a sincronitzar les veus amb els efectes, sobretot si els estudis distribueixen les pel·lícules internacionalment i amb doblatge a altres idiomes. Si el diàleg és substituït, tots els efectes sonors també es perden amb ell.

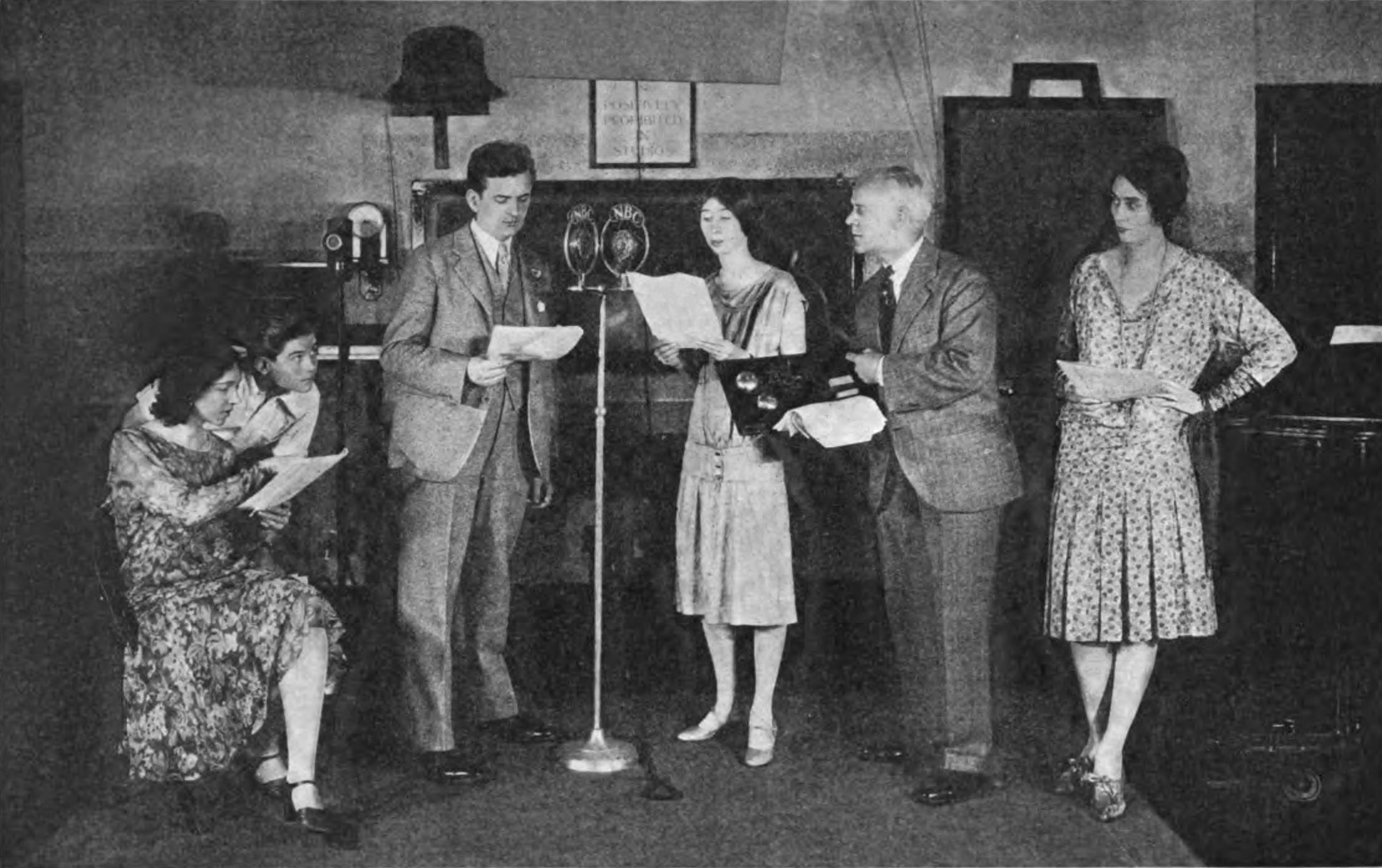
Artistes en un estudi de so, gravant per un programa de ràdio en viu durant els anys 20. L'home de la dreta té una taula de sons on pot simular els efectes sonors.

### Creació i trucs
PeusEls efectes de les passes són creats amb dues persones que donen passes per l'estudi de producció mirant l'escena en concret. Les sabates han de ser especials per produir sorolls intensos i que es relacionin amb el calçat dels protagonistes. S'utilitza un terra especial de marbre per crear el soroll pertinent. Els artistes es refereixen a ells mateixos com "caminadors foley" o "caminants" quan treballen amb l'efecte dels peus.
MovimentsEls moviments són creats amb la fricció de dos materials similars a prop d'un micròfon. Per exemple, el fregament dels llençols.
Sorolls específicsTambé apareixen sorolls especials, com per exemple, una porta tancant-se o un timbre sonant. Tot i així, aquests solen estar fet per editors de so i no per l'efecte foley.
Els efectes foley també ajuden a identificar les dimensions de l'espai. Per exemple, un gran saló ha de tenir rebombori i veus que parlen sense parar, mentre que una petita habitació ha de tenir una remor de veus més limitada i baixa.
Trucs quotidians
- Dos guants per fer el soroll d'ales d'un ocell
- Una cadira vella fa el soroll de trencament
- Un enciam congelat provoca el soroll d'un os trencat
- Les closques d'un coco tallades per la meitat i encoixinades fan el soroll d'un cavall trotant. Això es pot veure a la pel·lícula de Monty Pyton i la copa sagrada.
- La cel·lofana crea el so d'un foc cruixint.
- El midó de blat de moro en una bossa de pell fa el soroll de la neu quan es trepitja.
- Una fletxa o un bastó prim fa un so de xiulada.
- Quan una frontissa oxidada xopada d'aigua es col·loca sobre diferents superfícies, fa so de cruixits. Les diferents superfícies canvien considerablement el so.
- Una grapadora pesada combinada amb altres sorolls metàl·lics imita el so d'una pistola.

## Artistes de foley
Un dels més coneguts es Ben Burtt, que va recrear més de 800 sons per a la saga La guerra de les galàxies adequats pels objectes i les criatures que hi apareixien.
El creador, Donovan Foley, també va destacar entre d'altres, en el film Espàrtac.
Altres experts en foley reconeguts són José Caldaro, per El secreto de sus ojos, o Kiku Vidal i Edgar Vidal, que van ser premiats pel millor foley en el 2008 amb L'orfenat.